# Prothesis (prostorija u crkvi)
Prothesis (grč. próthesis) je sjeverna prizidana prostorija (južna je dijakonikon) na završetcima bočnih brodova sa svake strane apside ranokršćanskih bazilika. Zabilježene su od kraja 4. stoljeća kad ih tako definiraju apostolske konstitucije i naziva ih se pastoforijama. U njoj se pripremalo žrtvene darove kruha i vina.